# 因普夫林根
因普夫林根是德国莱茵兰-普法尔茨州的一个市镇。总面积5.18平方公里，总人口819人，其中男性422人，女性397人（2011年12月31日），人口密度158人/平方公里。